# ユッカ・ネヴァライネン
ユッカ・ネヴァライネン（Jukka Nevalainen、本名：ユッカ・アンテロ・ネヴァライネン（Jukka Antero Nevalainen） 1978年4月21日 - ）は、フィンランド出身のドラマー。ナイトウィッシュのメンバーとして知られる。
ナイトウィッシュの音楽性がヘヴィメタルに移行する際にドラマーとして参加。以後一貫してバンドの屋台骨を支えていた。
しかし、深刻な不眠症を患い2014年より活動を休止。アルバムやツアーにも参加しなかった。不眠症は快方に向かい、2019年7月迄には治療の必要が無いほどまでとなったが、バンドには戻らないことを決め2019年7月に正式に脱退を発表した。
今後は裏方としてバンドに関わるとしている。ユッカの後任には、休業後にサポート参加していたカイ・ハフトが就任している。
他にも Sethian（現在は活動休止中）やバリラーリ（ラタ・ブランカ）などの活動も行っている。